# Palaiargia melidora
Palaiargia melidora – gatunek ważki z rodziny pióronogowatych (Platycnemididae). Jest znany tylko z okazów typowych zebranych w 1938 roku na wyspie Waigeo położonej na północny zachód od Nowej Gwinei.